# الموهوب

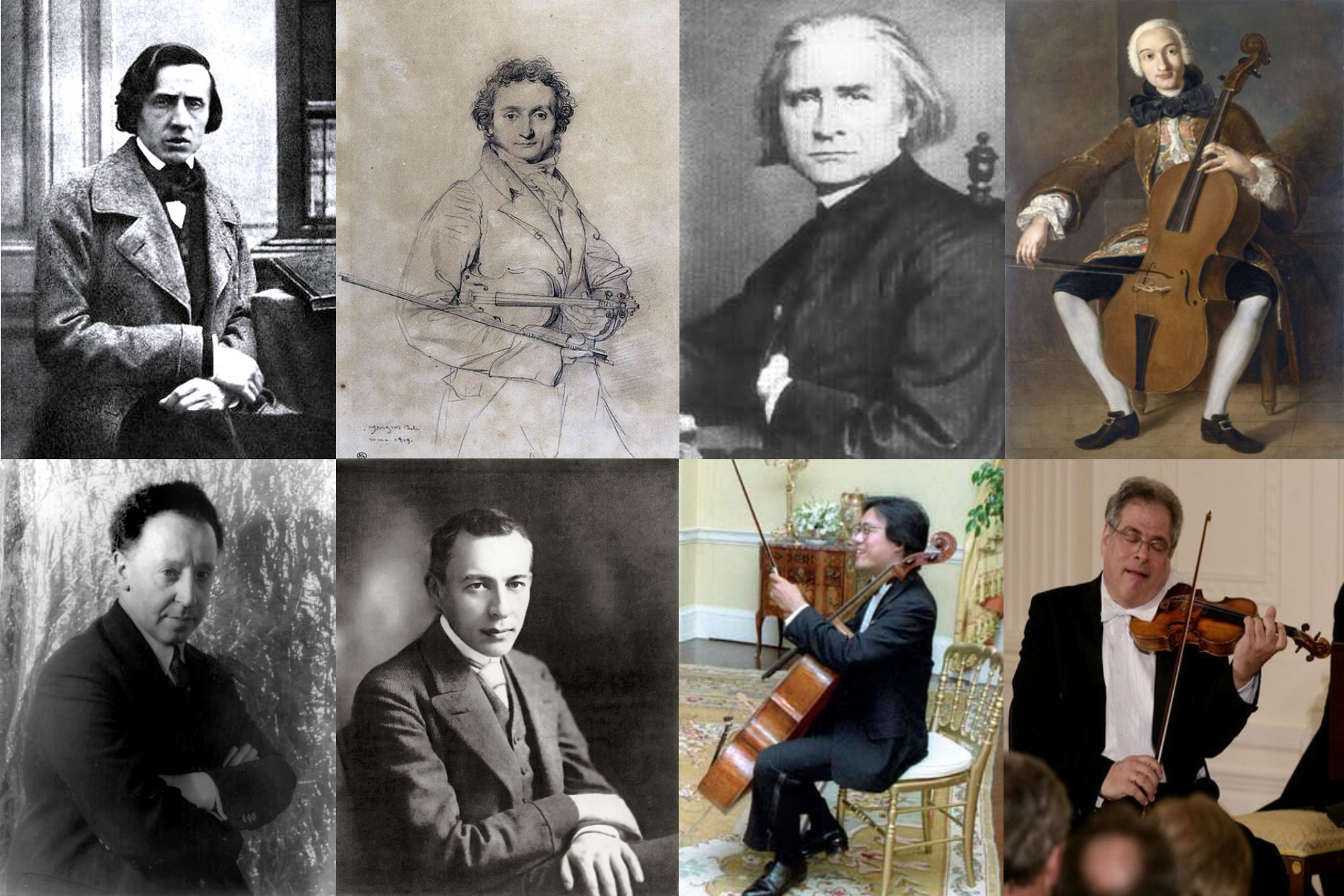

الموسيقار أو الموهوب (من الإيطالي الموهوب [virtwoːzo] أو [الموهوب] ، «الفاضلة»، في وقت متأخر اللاتينية virtuosus، فيرتوس اللاتينية، «الفضيلة»، «التميز» أو «مهارة») هو الشخص الذي يملك القدرة التقنية العالية في مجال معين من الفن أو مجال مثل الفنون الجميلة أو الموسيقى أو الغناء أو العزف على آلة موسيقية أو التأليف. تشير هذه الكلمة أيضًا إلى الشخص الذي نما احساسه بالتقدير الفني، إما كمتذوق أو جامع. صيغة الجمع من الموهوب إما الموهوبون أو Anglicisation ، الموهوبون، وأشكال أنثوية هي virtuosa وvirtuose.
ومن الأمثلة المعروفة من الموهوبون التاريخي، فرانز ليزت، فريديريك شوبان، باغانيني، جيورجي زيفرا، سيرجي رحمانينوف، أنطونيو فيفالدي، تشارلز فالنتين الكان، جورج بوليه، آرثر روبنشتاين والفنانين المعاصرين مثل كريستيان زيمرمان، فالنتينا ليسيتزا، يو يو ما وهيو جاكمان.